# Ngranggon Anyar
Ngranggon Anyar is een bestuurslaag in het regentschap Bojonegoro van de provincie Oost-Java, Indonesië. Ngranggon Anyar telt 954 inwoners (volkstelling 2010).